# アラン (ディストリクト)

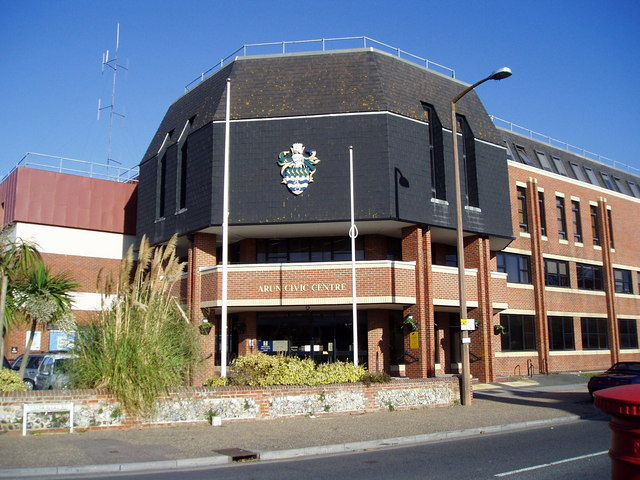
アラン・シビック・センター（リトルハンプトン）

アラン（英語: Arun）は、イングランド南東部ウェスト・サセックスにあるディストリクト。アランデルやリトルハンプトンなどの町がある。名称は地区内を流れるアラン川から。地方行政改革により複数の自治体が合併し、1974年4月1日に成立した。

## 地理
ウェスト・サセックス州の南西部に位置し、南側でイギリス海峡に面している。
隣接する自治体
- ウェスト・サセックス州
  - ワージング
  - チチェスター
  - ホーシャム
  - エイドゥー

## 主な町・村
- リトルハンプトン - 庁舎所在地
- アランデル
- ボグナー・リージス

## 政治
地方議会であるアラン・ディストリクト・カウンシルが存在する。1974年から2019年まで常に保守党が与党を維持していたが、19年の選挙で自由民主党にその座を譲った。
| 政党 | 政党       | 議席数 |
|      | 自由民主党 | 22     |
|      | 保守党     | 21     |
|      | 無所属     | 8      |
|      | 緑の党     | 2      |
|      | 労働党     | 1      |